# SFOR

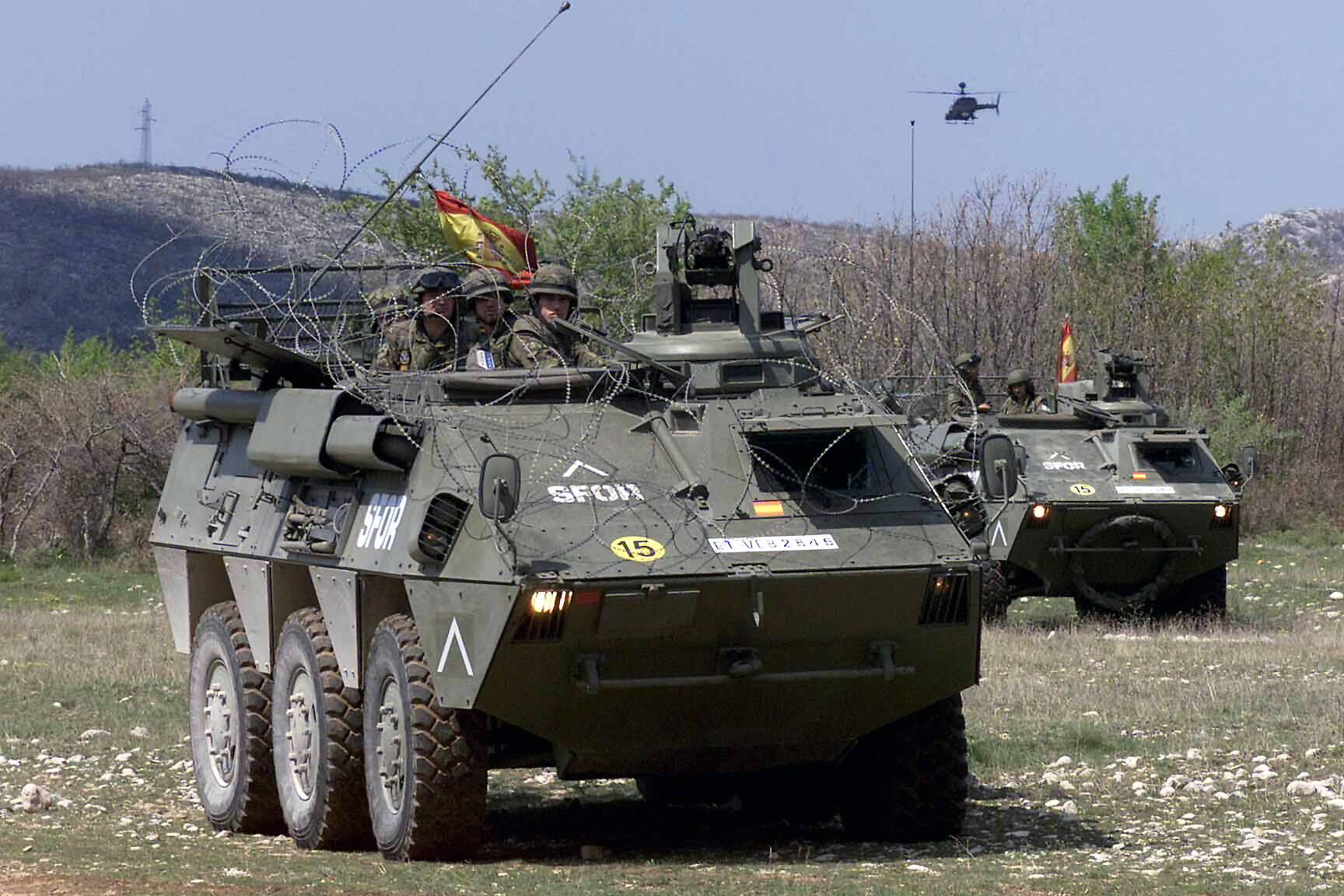
Spanska SFOR-soldater den 7 maj 2002.

SFOR (Stabilisation Force) var den Natoledda styrka som i enlighet med mandatet i Daytonavtalet övervakade freden i Bosnien och Hercegovina.
Den var aktiv mellan december 1996 och januari 2005. Den avlöste Implementation Force (IFOR), vars ettåriga mandat gick ut i december 1996, och ersattes i sin tur i december 2004 av Eufor Althea. Sverige deltog mellan 1996 och 2000 med en kontingent bestående av bland annat en bataljon stationerad söder om Tuzla samt vissa specialenheter och stabsofficerare.